# Scheinberg
Der Scheinberg ist mit 498 m ü. NHN der höchste Berg im Steigerwald. Er liegt nordöstlich von Ippesheim im Landkreis Neustadt an der Aisch-Bad Windsheim in Mittelfranken. Nördlich verläuft die Grenze zum unterfränkischen Landkreis Kitzingen.

## Geographische Lage
Der Berg liegt im südwestlichen Teil des Steigerwalds und ragt, ähnlich wie der Schwanberg, vom vorgelagerten Mainfranken hervor. Dadurch wirkt der vollkommen mit Wald bedeckte Berg vor allem von der Westseite sehr markant. Am Fuße des Berges liegt der Weinort Weigenheim.

## Sehenswürdigkeiten
In der Nähe des Gipfelplateaus liegt auf einer Terrasse am Hang der Scheinbergsee mit dem Grab von Karl Friedrich von Pöllnitz-Frankenberg (1758–1826), dem zweiten Schlossherrn des einige 100 Meter entfernten Schlosses Frankenberg.